# Woynárovich Elek
Woynárovich Elek (Tiszakóród, 1915. november 14. – Budapest, 2011. október 2.) Széchenyi-díjas hidrobiológus, halbiológus, egyetemi tanár, az MTA doktora, a Debreceni Egyetem díszdoktora.
Mintegy 50, döntően idegen nyelvű szakkönyv és 200 publikáció szerzője. Közvetlen tanítványainak száma meghaladja a százat, közöttük akadémikussal és tudományok doktoraival is. Munkássága alapján 1990-ben a Világ Akvakultúra Egyesület (World Aquaculture Society) tiszteletbeli örökös tagjává választották, s a stockholmi székhelyű Svéd Fejlesztési Szövetség (Innovation for Development Association) első halászati díjazottja lett. A magyar hidrobiológia és haltenyésztés érdekében itthon és külföldön kifejtett tevékenységének elismeréséül 1993-ban Széchenyi-díjban részesült.

## Élete
Édesanyja, Náday Mária háztartásbeliként nevelte hat testvérével együtt, apja Woynárovich László uradalmi intéző, 1922-től önálló földbirtokos. Gyermekkorát Mezőcsáton töltötte, innen járt be a miskolci Királyi Katolikus Fráter György Gimnáziumba, ahol 1933-ban érettségizett. A budapesti Pázmány Péter Tudományegyetem természetrajz–kémia szakán szerzett abszolutóriumot 1937-ben. Doktori disszertációját Limnológiai tanulmányok a Horthy Miklós út melletti Feneketlen tón címmel 1938-ban védte meg summa cum laude eredménnyel. 1938. január 1-jén a Földművelésügyi Minisztérium Kísérletügyi Osztálya, Halélettani és Szennyvízvizsgáló Intézetében lett ideiglenes gyakornok, majd adjunktus és főadjunktus. Katonai kiképzését követően a keleti fronton többször teljesített frontszolgálatot, majd egy év angol hadifogság után tartalékos hadnagyként szerelt le. Harctereken készített fotóiból Illésfalvi Péter jelentetett meg könyvet Egy tartalékos honvédtiszt háborúja címmel. 1946-tól az újraszervezett Halélettani Intézetben tudományos kutatói állást töltött be. A Tudományos Minősítő Bizottság 1953-ban addigi tudományos munkássága alapján a tudományok doktora fokozatot ítélte számára. 1946–58 között a budapesti, később Gödöllői Agrártudományi Egyetemen a haltenyésztést tanította meghívott előadóként, majd címzetes professzorként. 1950–53 között az Eötvös Loránd Tudományegyetemen hidrobiológiát tanított. 1956. május 1-jén az MTA Tihanyi Biológiai Intézete igazgatójának nevezték ki, amely beosztásából 1961. augusztus 31-én felmentették. 1961. szeptember 1-jétől a debreceni Kossuth Lajos Tudományegyetem Állattani Tanszékének tanszékvezető egyetemi tanára. Itt 1963–66 között a tudományos rektorhelyettesi posztot is betöltötte. Ez az időszak a hazai hidrobiológus-oktatás szempontjából mérföldkőnek számít, hiszen kezdeményezésére 1966-ban elkezdődött, és tíz éven keresztül folyt a hidrobiológusok képzése Debrecenben. A szak 1975-ben beleolvadt az akkor induló egységes biológusképzésbe, mégis a Debreceni Egyetemen 2008-ban akkreditált és 2009-ben elindított hidrobiológus mesterképzés jogelődjének tekinthető. Ebben az időben meghívott előadóként részt vett a halászati szakemberek képzésében a Debreceni Agrártudományi Egyetemen is. 1968. február 25-től az Élelmezésügyi és Mezőgazdasági Világszervezet (FAO) halászati szakértőjeként 6 évig Nepálban segítette a haltenyésztés fejlesztését. Ezután három és fél évig Venezuelában dolgozott a FAO fejlődő szubtropikus és tropikus országok haltenyésztésének fejlesztésére irányuló programjában. Itt elsősorban az őshonos Colossoma és Prochilodusés Curimata halfajok mesterséges szaporításának és tógazdasági tenyésztésének technikáját dolgozta ki.
1977 szeptemberében nyugalomba vonult, de továbbra is dolgozott a FAO-nak szakértőként Madagaszkáron, Iránban, Malajziában, Thaiföldön, Fülöp-szigeteken, Tanzániában, a Közép-afrikai Köztársaságban és Zambiában. Az Agrober-Agroinvest kétoldali szerződései keretében szakértőként dolgozott még Görögországban, Irakban, Egyiptomban és Nigériában. 1977 szeptemberétől 1980. január 1-ig tudományos tanácsadó volt a szarvasi Haltenyésztési Kutatóintézetben, amellyel kapcsolata nyugalomba vonulása után sem szakadt meg. 1980-tól részt vett a Codevasf-Agroinvest brazíliai hal- és kacsatenyésztési programjának szakmai kidolgozásában, majd 1983–89 között a projekt megvalósításának szakmai vezetője volt. 1990 és 2005 között kétoldalú szerződések keretében elsősorban Peruban, Bolíviában és Brazíliában folytatott halászati és hidrobiológiai szaktanácsadó tevékenységet.